# 巴萨尔迪利亚
巴萨尔迪利亚，是西班牙卡斯蒂利亚-莱昂塞戈维亚省的一个市镇。 总面积19平方公里，总人口106人（2001年），人口密度6人/平方公里。